# Lev Mayorov
Lev Mayorov (Baku, 13 ottobre 1969 – Novorossijsk, 1º febbraio 2020) è stato un calciatore e allenatore di calcio azero, di ruolo centrocampista.

## Carriera

### Calciatore

#### Club
Giocò nella massima serie del campionato russo con il Černomorec Novorossijsk, club con cui ha militato per 12 stagioni.

#### Nazionale
Con la Nazionale azera ha giocato un'unica gara: giocò, infatti, titolare la gara contro Israele valido per le Qualificazioni al campionato europeo di calcio 1996, uscendo alla fine del primo tempo per lasciare il posto a Emin Ağayev.

#### Allenatore
Ha cominciato la carriera di allenatore nello staff del Černomorec Novorossijsk, appena smessa la carriera da calciatore nel 2005.
Nel 2007 è stato assunto dallo Spartak-UGP Anapa, col ruolo di vice, divenendo capo allenatore l'anno seguente.
Nel 2009 ha allenato lo Stavropol'. Nella stagione 2011–2012 ha guidato l'Olimpija Gelendžik. Dal luglio 2012 e fino alla sua scomparsa è stato nello staff tecnico del Černomorec Novorossijsk, inizialmente come vice di Oleg Dolmatov, poi facendo da secondo ad Ėduard Sarkisov.

## Statistiche

### Cronologia presenze e reti in nazionale
| Cronologia completa delle presenze e delle reti in nazionale ― Azerbaigian | Cronologia completa delle presenze e delle reti in nazionale ― Azerbaigian | Cronologia completa delle presenze e delle reti in nazionale ― Azerbaigian | Cronologia completa delle presenze e delle reti in nazionale ― Azerbaigian | Cronologia completa delle presenze e delle reti in nazionale ― Azerbaigian | Cronologia completa delle presenze e delle reti in nazionale ― Azerbaigian | Cronologia completa delle presenze e delle reti in nazionale ― Azerbaigian | Cronologia completa delle presenze e delle reti in nazionale ― Azerbaigian |
| Data                                                                       | Città                                                                      | In casa                                                                    | Risultato                                                                  | Ospiti                                                                     | Competizione                                                               | Reti                                                                       | Note                                                                       |
| -------------------------------------------------------------------------- | -------------------------------------------------------------------------- | -------------------------------------------------------------------------- | -------------------------------------------------------------------------- | -------------------------------------------------------------------------- | -------------------------------------------------------------------------- | -------------------------------------------------------------------------- | -------------------------------------------------------------------------- |
| 16-11-1994                                                                 | Trebisonda                                                                 | Azerbaigian                                                                | 0 – 2                                                                      | Israele                                                                    | Qual. Euro 1996                                                            | -                                                                          | 46’                                                                        |
| Totale                                                                     |                                                                            | Presenze                                                                   | 1                                                                          |                                                                            | Reti                                                                       | 0                                                                          |                                                                            |